# Crispin Glover

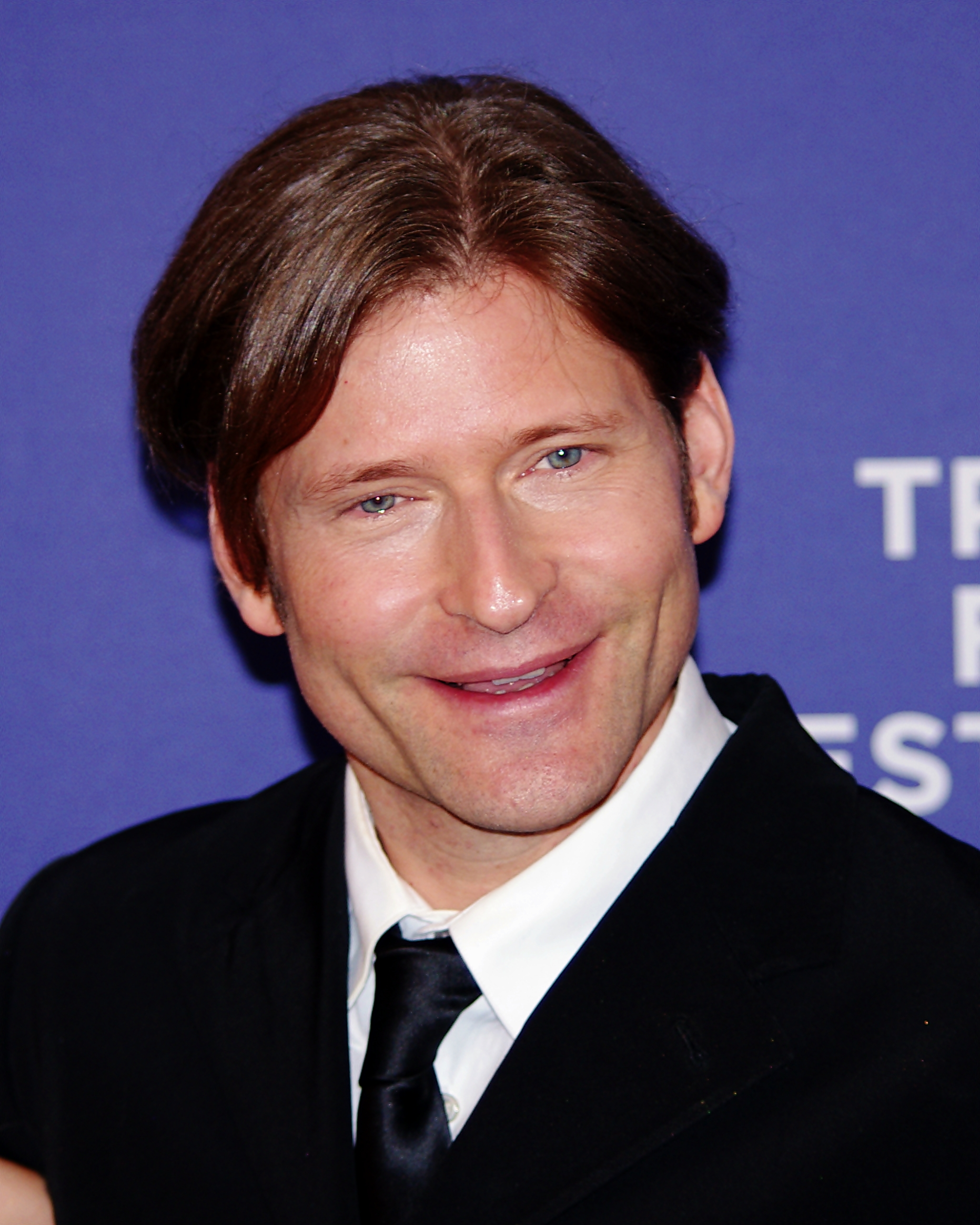
Glover (2012)

Crispin Hellion Glover (* 20. April 1964 in New York City, New York) ist ein US-amerikanischer Schauspieler. Er wurde vor allem durch seine Rolle als George McFly im Film Zurück in die Zukunft bekannt.

## Leben und Karriere
Glovers Vater war der Schauspieler Bruce Glover (1932–2025). Er selbst tritt seit Beginn der 1980er Jahre als Schauspieler in Erscheinung, sein Schaffen umfasst mehr als 70 Produktionen.
Der Blockbuster 3 Engel für Charlie (2000) gehört neben Zurück in die Zukunft (1985) und Alice im Wunderland (2010) zu seinen recht wenigen Ausflügen ins Mainstream-Kino. In den beiden Fortsetzungen von Zurück in die Zukunft spielte Glover nicht mehr mit, da er sich mit den Produzenten nicht über die Gage einigen konnte. Ansonsten konzentriert sich Crispin Glover vor allem auf kleine Nebenrollen oder Projekte im Independent-Bereich, arbeitet aber auch mit bekannten Regisseuren wie David Lynch, Jim Jarmusch, Robert Zemeckis und Tim Burton zusammen. Im Jahr 2012 hatte er einen Cameo-Auftritt im Film 7 Psychos in der Gerichtssaal-Szene. Außerdem schuf er als Regisseur und Drehbuchautor den surrealen Film What Is It?, (2005) bei dem die meisten Rollen von Menschen mit Down-Syndrom übernommen wurden. 2007 folgte der von ihm co-inszenierte It Is Fine! Everything Is Fine.
Filmgeschichte schrieb Glover zudem mit einer Klage gegen Steven Spielberg, der als Produzent in der ersten Fortsetzung zu Zurück in die Zukunft Archivmaterial mit Glover ohne dessen Zustimmung verwendet hatte. Er bekam Recht und sorgte damit für einen Präzedenzfall in den USA.
2012 startete er gemeinsam mit seinem Vater die Crispin Hellion Glover's Big Slide Show Tour.

## Filmografie (Auswahl)
- 1981: Best of Times (Fernsehfilm)

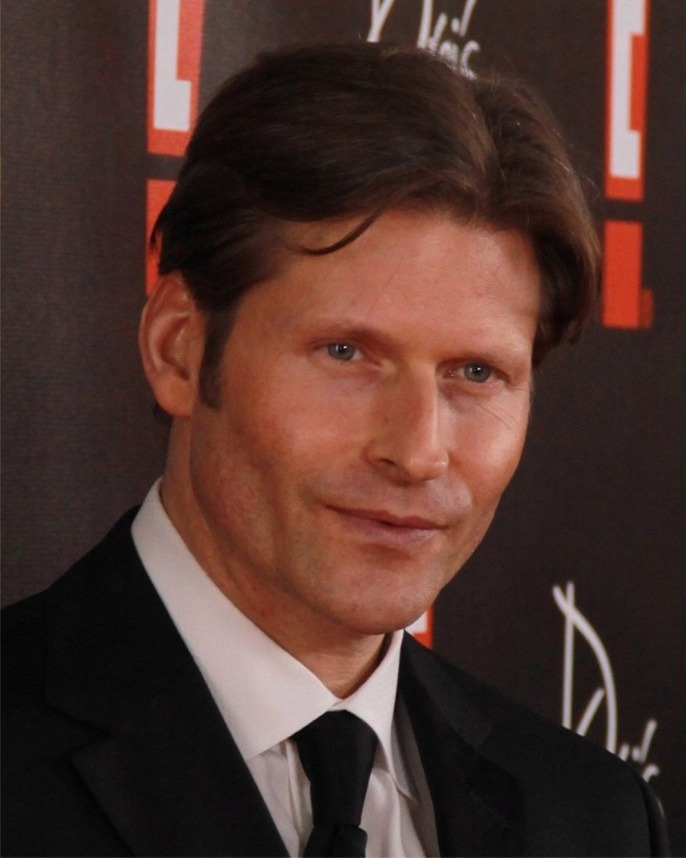
Crispin Glover (2010)

- 1982: The Facts of Life (Fernsehserie, Folge 4x09)
- 1983: Das kleine Superhirn (The Kid with the 200 I.Q., Fernsehfilm)
- 1983: Die Klassenfete (My Tutor)
- 1983: High School U.S.A. (Fernsehfilm)
- 1983: Happy Days (Fernsehserie, Folge 11x07)
- 1983: Polizeirevier Hill Street (Hill Street Blues, Fernsehserie, Folge 4x09)
- 1984: Familienbande (Family Ties, Fernsehserie, Folge 2x11)
- 1984: Die Zeit verrinnt, die Navy ruft (Racing with the Moon)
- 1984: Freitag der 13. – Das letzte Kapitel (Friday the 13th: The Final Chapter)
- 1984: Die Aufsässigen (Teachers)
- 1985: Zurück in die Zukunft (Back to the Future)
- 1985: The Orkly Kid (Kurzfilm)
- 1986: Auf kurze Distanz (At Close Range)
- 1986: Das Messer am Ufer (River’s Edge)
- 1989: Twister – Keine ganz normale Familie (Twister)
- 1990: Die Zeit der bunten Vögel (Where the Heart Is)
- 1990: Wild at Heart – Die Geschichte von Sailor und Lula (Wild at Heart)
- 1991: New York Noises (Little Noises)
- 1991: The Doors
- 1991: Rubin and Ed
- 1991: 30 Door Key
- 1993: David Lynch’s Hotel Room (Miniserie, Folge 1x03)
- 1993: Even Cowgirls Get the Blues
- 1993: Gilbert Grape – Irgendwo in Iowa (What’s Eating Gilbert Grape)
- 1994: Chasers – Zu sexy für den Knast (Chasers)
- 1995: Dead Man
- 1996: Larry Flynt – Die nackte Wahrheit (The People vs. Larry Flynt)
- 2000: Nurse Betty
- 2000: 3 Engel für Charlie (Charlie’s Angels)
- 2001: Bartleby
- 2001: Fast Sofa
- 2002: Crime and Punishment – Du sollst nicht töten (Crime and Punishment)
- 2002: Like Mike
- 2003: Willard
- 2003: 3 Engel für Charlie – Volle Power (Charlie’s Angels: Full Throttle)
- 2004: Zwischenfall am Loch Ness (Incident at Loch Ness)
- 2005: What Is It?
- 2005: Drop Dead Sexy – Totgesagte l(i)eben länger (Drop Dead Sexy)
- 2006: Simon Says
- 2007: Fantastic Movie (Epic Movie)
- 2007: The Wizard of Gore
- 2007: Die Legende von Beowulf (Beowulf)
- 2008: Jagdfieber 2 (Open Season 2, Stimme für Fifi)
- 2009: #9 (9, Stimme für #6)
- 2009: The Donner Party
- 2010: Alice im Wunderland (Alice in Wonderland)
- 2010: Mr. Nice
- 2010: Hot Tub – Der Whirlpool … ist ’ne verdammte Zeitmaschine! (Hot Tub Time Machine)
- 2010: Jagdfieber 3 (Open Season 3, Stimme für Fifi)
- 2012: Freaky Deaky – Das Ende der Zündschnur (Freaky Deaky)
- 2014: Motel Room 13 (The Bag Man)
- 2015: Texas Rising (Miniserie, 5 Folgen)
- 2015: Aimy in a Cage
- 2017–2021: American Gods (Fernsehserie, 19 Folgen)
- 2018: The Brits are coming – Diamanten-Coup in Hollywood (The Con Is On)
- 2018: We Have Always Lived in the Castle
- 2018: Saat des Terrors (deutscher Fernsehfilm)
- 2019: Lucky Day
- 2020: Smiley Face Killers
- 2022: Guillermo del Toro’s Cabinet of Curiosities (Fernsehserie, Folge 1x05)
- 2024: Mr. K